# Hycleus ruficornis
Hycleus ruficornis là một loài bọ cánh cứng trong họ Meloidae. Loài này được Fabricius miêu tả khoa học năm 1798.